# Anicetus ceroplastodis
Anicetus ceroplastodis är en stekelart som först beskrevs av Mani 1935.  Anicetus ceroplastodis ingår i släktet Anicetus och familjen sköldlussteklar. Inga underarter finns listade i Catalogue of Life.